# GParted
El GParted (Gnome Partition Editor) és un editor de particions per a l'entorn d'escriptori GNOME. S'utilitza per crear, esborrar, canviar de mida, moure, comprovar i copiar particions, i el sistema de fitxers d'elles. Aquest programa és útil per crear espai per a nous sistemes operatius, reorganitzar l'ús del disc, copiar dades que resideixen en discs durs i que reflecteixen una partició amb una altra (disc imaging).
Utilitza la llibreria libparted per detectar i manipular dispositius i taules de particions. Tot i així, existeixen algunes (opcionals) eines de sistemes de fitxers que donen suport per a sistemes de fitxers no inclosos en libparted. Aquests paquets addicionals són detectats per GParted i es necessita tornar a compilar el programa si s'hi volen incloure.
El GParted va ser escrit en C++ i utilitza gtkmm com a Eina Gràfica. La idea principal és la de mantenir l'aplicació gràfica tan simple com sigui possible, seguint les indicacions de l'Human Interface Guidelines.
També existeix un CD autònom, basat en Slackware i creat amb l'última versió del nucli de Linux 2.6. El CD s'actualitza cada vegada que apareix una nova versió del GParted.
Aquesta utilitat no s'ha de confondre amb el GNU Parted, l'eina de gestió de particions que usa la línia d'ordres, publicada per la Free Software Foundation.

## Característiques: Sistemes de fitxers i tipus de particions
El GParted suporta les següents operacions i sistemes de fitxers:
|          | Detecta | Llegeix | Crea | Amplia  | Disminueix | Mou | Copia | Valida |
| -------- | ------- | ------- | ---- | ------- | ---------- | --- | ----- | ------ |
| ext2     | Sí      | Sí      | Sí   | Sí      | Sí         | Sí  | Sí    | Sí     |
| ext3     | Sí      | Sí      | Sí   | Sí      | Sí         | Sí  | Sí    | Sí     |
| ext4     | Sí      | Sí      | Sí   | Sí      | Sí         | Sí  | Sí    | Sí     |
| Extended | Sí      | Sí      | Sí   | Parcial | Parcial    | No  | No    | No     |
| FAT16    | Sí      | Sí      | Sí   | Sí      | Sí         | Sí  | Sí    | Sí     |
| FAT32    | Sí      | Sí      | Sí   | Sí      | Sí         | Sí  | Sí    | Sí     |
| HFS      | Sí      | Sí      | Sí   | No      | Sí         | Sí  | Sí    | No     |
| HFS+     | Sí      | Sí      | No   | No      | Sí         | Sí  | Sí    | No     |
| JFS      | Sí      | Sí      | Sí   | Sí      | No         | Sí  | Sí    | Sí     |
| swap     | Sí      | No      | Sí   | Sí      | Sí         | Sí  | Sí    | No     |
| NTFS     | Sí      | Sí      | Sí   | Sí      | Sí         | Sí  | Sí    | Sí     |
| Reiser4  | Sí      | Sí      | Sí   | No      | No         | Sí  | Sí    | Sí     |
| ReiserFS | Sí      | Sí      | Sí   | Sí      | Sí         | Sí  | Sí    | Sí     |
| UFS      | Sí      | No      | No   | No      | No         | Sí  | Sí    | No     |
| XFS      | Sí      | Sí      | Sí   | Sí      | Parcial    | Sí  | Sí    | Sí     |

El GParted no suporta el gestor de volums lògics (LVM en anglès), però molts usuaris han demanat aquesta característica i possiblement s'inclourà a la pròxima versió.